# Stara Maslina
Stara Maslina (in montenegrino Стара маслина, lett. "vecchio olivo") è un olivo monumentale sito nei pressi della Città Vecchia di Antivari, in Montenegro. Ha un'età stimata di circa 2240 anni ed è considerato, insieme all'ulivo di Vouves, tra i più antichi olivi al mondo.
Pur essendo stato danneggiato da due incendi, l'albero è in salute e produce ancora olive impiegate per l'olio.

## Storia

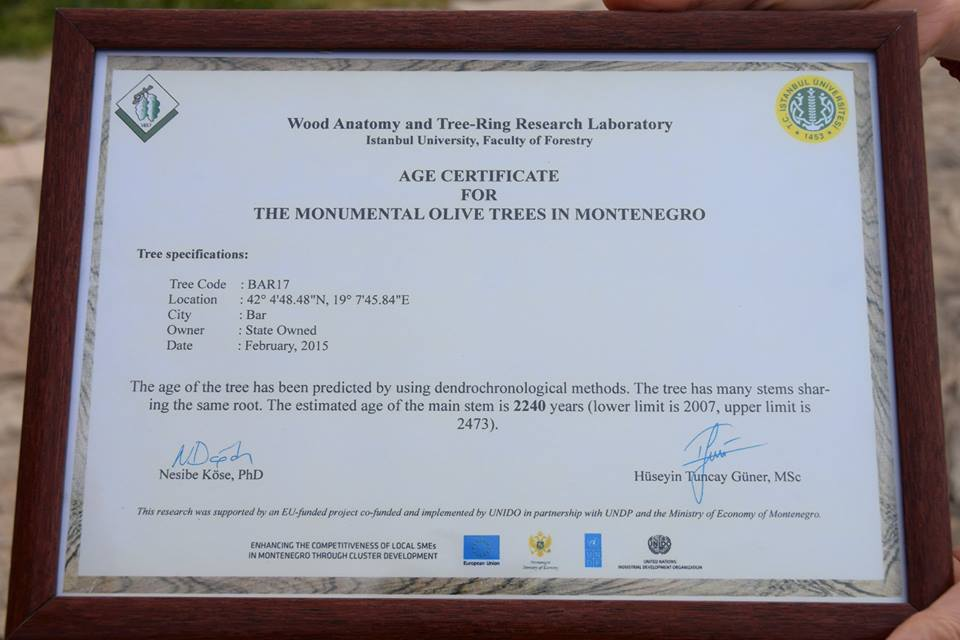
Certificato dell'analisi dendrocronologica dell'olivo di Antivari.

L'olivo sarebbe stato impiantato nel III secolo a.C. secondo l'analisi dendrocronologica portata avanti dalla Facoltà di Scienze forestali dell'Università di Istanbul nel 2015. L'albero è tutelato come monumento naturale dal 1957 ed è di proprietà dello Stato montenegrino dal XX secolo.
Nel 2008 l'area circostante l'albero è stata riqualificata e trasformata in un parco, sebbene dal 2020 vi siano state diverse segnalazioni di un'eccessiva ritenzione idrica del terreno circostante.